# Xaviera Kowo
 (mai 2021).
Xaviera Nguefo Kowo est une programmeuse et étudiante camerounaise.

## Biographie

### Carrière
Elle s'illustre en 2018, dans des compétitions de robotique et de programmation,,,,,. a l'âge de 18 ans, elle concoit un robot capable de recoler les ordures dans les espaces publics afin de le recycler.  En 2021, elle est lauréate du prix Margaret JFD dans la catégorie Junior Afrique,,,.